# Gustav Strandh
Gustav Arnold Strandh, född 30 juni 1907 i Arbrå i Gävleborgs län, död 8 april 1978 i Nora, var en svensk målare och bygdemålare.
Han var son till bokbindaren Gustav Adolf Strandh och Anna Stockman. Strand var som konstnär autodidakt och tog starkt intryck av Marcus Larsons konst. Separat ställde han bland annat ut i Ånge, Erikslund, Alby och Sundsvall. Hans motivkrets återspeglar Larsons och omfattar skildringar från skogar, vilda forsar och fjäll utförda i olja eller gouache. Strandh är representerad vid kommunkontoret i Haverövallen samt skolan och ålderdomshemmet i Erikslund. 